# Савичі (рід)
Савичі — козацько-старшинський шляхетський рід на Чернігівщині, одна гілка якого ще в першій половині 18 століття переселилася на Слобожанщину.

## Історія
Рід походив від Сави Прокоповича († 1701), сотника воронізького (1669), писаря Генерального військового суду (до 1672 року), генеральний писаря (1672-87) й генерального судді (1687—1700), учасника чигиринських і кримських походів, посланця до Москви (1677).
Син його Семен Савич († 1725) був писарем Генерального військового суду (1701-06) і генеральний писарем (1709-23). В 1723-25 роках був ув'язнений у Петропавлівській фортеці в Петербурзі, у зв'язку зі справою гетьмана Павла Полуботка, його шваґра, й помер в ув'язненні.

## Представники
До цього роду належали, серед інших:
- Данило Савич (†1763) — вихованець Київської Академії і Московської та закордонних (Вюртемберґ) унтів, був професором географії й фізики Московського університету;
- Олексій Савич (1810-83) — астроном і математик.

До іншого, згаслого у 18 столітті роду Савичів належали Сава Кирилович — засновник роду, лубенський полковий сотник (1671 — 1672, 1695), суддя й обозний (1672, 1675), і син його, Василь Савич († 1714) — лубенський полковий сотник з перервами (1695 — 1702) і осавул (1698—1700), полковник лубенський (1709-1714).
Савич Гордій Семенович (16.. – 1736 рр.) – сотник Нехворощанський Полтавського полку(1719 – 1736). В 1722 році знаходився в команді Полтавського полковника І.Л. Черняка з 10-ма тисячами козаків на роботах, що проводилися по прориву Ладозького каналу, замість якого в Нехворощі наказним сотником був Демиденко Степан. В 1723 р. – сотник наказний Маяцький. У теркському поході з 1724 р., замість якого наказним Нехворощанським сотником був Винниченко Ничипір. З 1727 р. в походах 2 роки в Астрахань та Сулак, замість якого в Нехворощі управляв наказним сотником за ордером Полтавського полковника В. Кочубея І. Палецький. Загинув в Кримському військовому поході 1736 року під час Російсько-турецької війни 1735 – 39 рр. В 1736 – 37 рр. замість нього наказним Нехворощанським сотником в Нехворощі залишався писар Слоновський Каленик Прокопієв. Він син Савича Семена Леонтійовича, полковника Канівського полку в 1648 – 1649, 1651, 1658 – 1659 рр. У серпні-листопаді 1651 року їздив до Москви для ведення переговорів, у квітні 1654 року на чолі гетьманського посольства перебував у Бахчисараї.